# بلدة أنتريم (مقاطعة وايندوت)
بلدة أنتريم هي واحدة من ثلاث عشرة بلدة في مقاطعة وايندوت، أوهايو، الولايات المتحدة. وجد تعداد عام 2010 أن هناك 1،243 شخصًا في البلدة.

## حكومة
يحكم البلدة مجلس أمناء مكون من ثلاثة أعضاء.

## روابط خارجية
- موقع المقاطعة